# أبراهام جوشوا هيشيل
ابراهام جوشوا هيشيل (11 يناير 1907 - 23 ديسمبر 1972) حَاخام أمريكي بولندي المولد وأحد اللاهوتيين اليهود الأوائل والفلاسفة اليهود في القرن العشرين، هيشيل أستاذ الصوفية اليهودية في المعهد الديني اليهودي في أمريكا،  كتب عدداً من الكتب واسعة الانتشار فيالفلسفة اليهودية وكان نشطاً في حركة الحقوق المدنية.

## السيرة الذاتية
ولد ابراهام جاشوا هيشيل عام 1907 وكان أصغرأشقائه الستة من موشيه موردخاي وريزيل بيرلو، وتعود سلالته من جهة الأم والأب إلى حاخامات أوروبين بارزين. كان  جده الأعلى وسَميهُ هوالحاخام أفراهام يهوشوا هيشيل من أبت في بولندا الحالية. وكانت والدته أيضا سليله أفراهام يهوشوا هيشيل وغيرها من سلالات الحاسيديم. أشقائه سارة، دفورا ميريام، استير سيما، غتيل، ويعقوب. توفي والدهم موشيه من الإنفلونزا في عام 1916 عندما كان ابراهام يبلغ التاسعة من عمره.
في أواخر أكتوبر 1938، عندما كان هيشيل يعيش في غرفة مستأجرة من منزل عائلة يهودية في فرانكفورت، اعتقل من قبل جيستابو ورُحل إلى بولندا حيث أمضى عشرة أشهر يحاضر عن الفلسفة اليهودية والتوراة في معهد وارسو للدراسات اليهودية، وقبل ستة أسابيع من الغزو الألماني لبولندا، غادر هيشل وارسو إلى لندن بمساعدة جوليان مورجنسترن، رئيس كلية الاتحاد العبرية والذي كان يساعد الباحثين اليهود في الحصول على تأشيرات داخل أوروبا.
وقد قُتلت شقيقة هيشيل استير في تفجير ألماني. وقتلت والدته على يد النازيين، وشقيقتين أخريين، غتيل وديفورا، توفيتاه في معسكرات الاعتقال النازية.ولم يعد أبداً إلى ألمانيا أو النمسا أو بولندا، كتب مرة يقول: «إذا كان عليّ أن أذهب إلى بولندا أو ألمانيا فكل حجرٍ وكل شجرةٍ سيذكرني بالازدراء والكراهية وقتل الأطفال، والأمهات اللواتي أُحْرقن أحياء والإنسان الخانق».
وصل هيشيل إلى مدينة نيويورك في مارس 1940. عَمِل في كلية الاتحاد العبري (HUC) المعهد الرئيسيللإصلاحية اليهودية  في سينسيناتي لمدة خمس سنوات. في عام 1946، تولى منصباً في اللاهوت في المعهد الديني اليهودي الأمريكي (جتس) في مدينة نيويورك المعهد الرئيسي لليهودية المحافظة. عمل أستاذاً للأخلاق اليهودية والتصوف حتى وفاته في عام 1972.

## أيديولوجية هيشيل
شرح هيشيل العديد من جوانب الفكر اليهودي، بما في ذلك دراسات عن الفلسفة اليهودية في العصور الوسطى، الكابالا، والحسيدية.ووفقاً لبعض العلماء، كان أكثر اهتماماً بالروحانيات منه عن دراسة النص النقدي. وكان هذا الأخير تخصص العديد من العلماء في  المعهد الديني اليهودي الأمريكي (جتس).أصبح هيشيل صديقاً مقرباً من زميله مردخاي كابلان. وعلى الرغم من اختلاف نهجهم تجاه اليهودية، فقد ربطتهم علاقة ودية جدًا وتبادلوا الزيارات من وقت لآخر.
يعتقد هيشيل أن تعاليم الأنبياء العبرانيين كانت دعوة واضحة للعمل الاجتماعي في الولايات المتحدة وعملت في صف الحقوق المدنية الأميركية الأفريقية والتحركات ضد حرب فيتنام.

### تأثيره خارج اليهودية

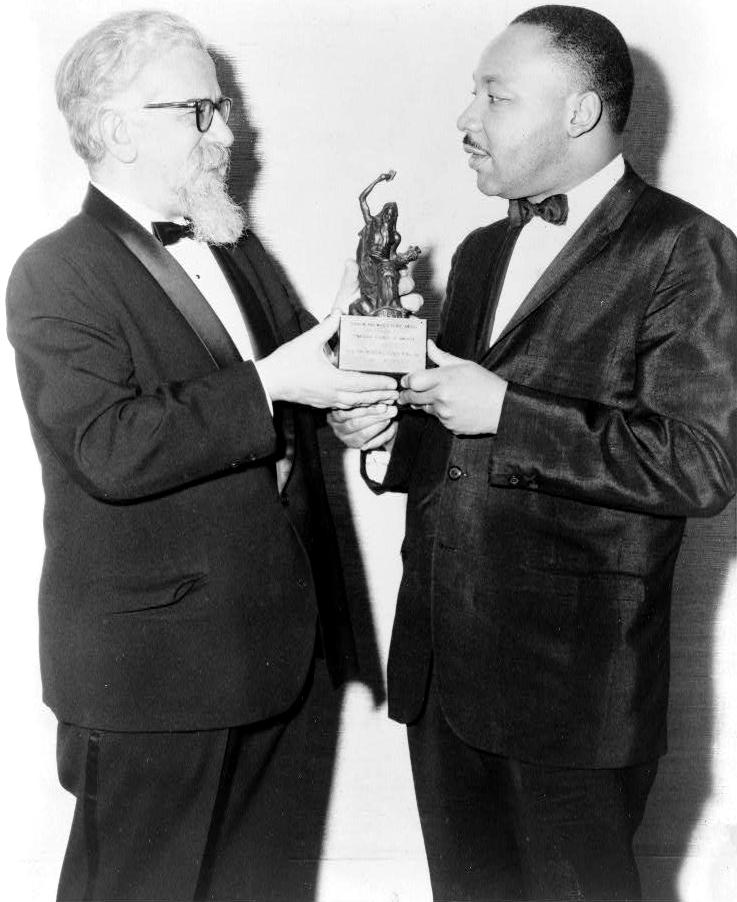
هيشيل على اليسار، يقدم جائزة اليهودية والسلام العالمي لمارتن لوثر كينج ،7 ديسمبر1965

هيشل كاتب لاهوتي يهودي يُقرأ له على نطاق واسع وتشمل أعماله الأكثر تأثيراً: الإنسان ليس وحده, الله باحثاً عن الإنسان , السبت، و الأنبياء. وفي المجمع الفاتيكاني الثاني وبصفته ممثلاً عن اليهود الأمريكيين استطاع هيشل إقناع الكنيسة الكاثوليكية الرومانية بحذف أو تعديل المقاطع في القداس الإلهي التي تحط من قدر اليهود أو تشير إلى الاعتناق المتوقع للمسيحية. وذهب في أعماله اللاهوتية إلى أن التجربة الدينية دافعها إنساني أساسي، وليس دافعاً باعثه اليهودية فحسب. وأعرب عن اعتقاده بأنه لا يمكن لأي جماعة دينية أن تدعي احتكار الحقيقة الدينية.

## روابط خارجية
- أبراهام جوشوا هيشيل على موقع الموسوعة البريطانية (الإنجليزية)
- أبراهام جوشوا هيشيل على موقع ميوزك برينز (الإنجليزية)